# Ministerium für öffentliche Arbeiten (Cisleithanien)
Das k.k. Ministerium für öffentliche Arbeiten war von 1908 bis 1918 das für die öffentliche Wirtschaft zuständige Ressort der Regierung für die im Reichsrat vertretenen Königreiche und Länder (Cisleithanien) Österreich-Ungarns. Es wurde nach dem Ersten Weltkrieg in der Staatsregierung Renner I Deutschösterreichs als Staatsamt für öffentliche Arbeiten bis 15. März 1919 weitergeführt; von der Staatsregierung Renner II an wurden die Agenden im Handelsressort betreut.

## Historische Entwicklung
Ein Ministerium für öffentliche Arbeiten und das Bergwesen hatte es schon 1848, mit der ersten Einführung von Ministerien, gegeben. Minister war damals Andreas von Baumgartner.
Geschaffen wurde das Ministerium mit dem Gesetz vom 27. Juni 1908. Die Einrichtung des Ministeriums wurde vom Gesamtministerium (der k.k. Regierung) am 6. Juli 1908 kundgemacht.
Bei der Gründung des Ressorts wurde das als Wohnhaus errichtete, an die Fürstengasse grenzende Gebäude Liechtensteinstraße 46 A (Identadresse: Porzellangasse 33 A) angekauft. Das für eine Zentralbehörde sich als zu klein erweisende Haus wurde durch Erwerb des durch einen Hof getrennten Wohngebäudes Liechtensteinstraße 46 (Identadresse: Porzellangasse 33) erweitert. Zur (Teil-)Behebung der trotz zweier Häuser bestehenden räumlichen Übelstände wurde im Oktober 1910 ein auf Höhe des ersten Stockwerks verlaufendes (und heute noch existierendes) Brückenbauwerk als Verbindung der beiden Amtsgebäude errichtet. Der ursprünglich frei zugängliche, später überspannte Hof (Passage zwischen Liechtensteinstraße und Porzellangasse) war bereits nach Erwerb der zweiten Liegenschaft gegenüber der Öffentlichkeit durch Gitter abgeschlossen worden. (Nach Auflassung der Behörde Mitte März 1919 wurden beide Bauten wieder Wohnzwecken gewidmet.)
Im zum Ende des Ersten Weltkriegs am 30. Oktober 1918 neu konstituierten Staat Deutschösterreich, der sich am 12. November 1918 zur Republik erklärte, wurde in der Staatsregierung Renner I das Staatsamt für öffentliche Arbeiten als Nachfolger des Ministeriums eingerichtet. Wie dieses übernahmen auch Dienststellen anderer neuer Staaten auf dem Areal Cisleithaniens die Geschäfte des k.k. Ministeriums, die ihr Staatsgebiet betrafen.
Parallel dazu bestanden in Deutschösterreich das Staatsamt für Gewerbe, Industrie und Handel und eines für Verkehrswesen (das als k.k. Eisenbahnministerium 1896 gegründet worden war). Im Folgekabinett Renner II wurden die Agenden der öffentlichen Arbeiten per 15. März 1919 dem Staatsamt für Handel und Gewerbe, Industrie und Bauten eingegliedert.
Per 14. November 1918 wurde von der Regierung Karel Kramář das Ministerium für öffentliche Arbeiten (Ministerstvo veřejných prací) der neuen Tschechoslowakischen Republik eingerichtet, das František Staněk übernahm.

## Zuständigkeit und Leistungen
Neben Flussregulierungsmaßnahmen – der Minister war etwa Vorsitzender der 1850 gegründeten Donauregulierungskommission, die die große Wiener Donauregulierung in den 1870er Jahren bearbeitet hatte – fielen auch Talsperren und Hafenbauten in seinen Aufgabenbereich. 1909 organisierte die von Ernst Ritter von Lauda geleitete Wasserbausektion des Ministeriums den Aufbau des österreichischen Wasserkraftkatasters und die Errichtung der staatlichen Versuchsanstalt für Wasserbau.
Das Ministerium war in Zusammenarbeit mit dem k.k. Eisenbahnministerium für den Verkehrswegebau mitverantwortlich, unterstellt waren ihm auch das Bergamt, das Normungswesen und das k.k. Ärar. Auch das Museum für Kunst und Industrie (das heutige MAK) in Wien wurde 1908 in das Ministerium eingegliedert.

## Minister
Minister (Liste in Arbeit):
- Andreas von Baumgartner: 1848 Minister für öffentliche Arbeiten und das Bergwesen unter Pillersdorf (später auch Minister für Handel, Gewerbe und öffentliche Bauten und auch Finanzminister)
- Ernst Schwarzer Edler von Heldenstamm: 18. Juli – 23. September 1848[7]

…
- Karl Marek: 9. Jänner – 3. November 1911
- Ottokar Trnka: 3. November 1911–23. Juni 1917 unter den Ministerpräsidenten Stürgkh und Koerber (Stürgkh I, Koerber II)[8]
- Emil Ritter Homann von Herimberg: 24. Juni – 30. August 1917 (Seidler) und 25. Juli – 11. November 1918 (Hussarek, Lammasch)

Staatssekretär (= Minister):
- Johann Zerdik (CS): 30. Oktober 1918 – 7. Juli 1920 (Staatsregierungen Renner I, II und III)

## Archivalien
Das Archiv des Ministeriums für öffentliche Arbeiten ging in die Bestände des Österreichischen Staatsarchivs ein; böhmische, mährische oder schlesische Angelegenheiten betreffende Akten wurden 1920 an das Tschechische Nationalarchiv (Národní Archiv) übergeben. Der letzte Abgleich von Beständen wurde 2013 feierlich vollzogen.